# فلويد ديفيس
فلويد ديفيس (بالإنجليزية: Floyd Davis)‏ هو مهندس أمريكي، ولد في 5 مارس 1909 في إلينوي في الولايات المتحدة، وتوفي في 31 مايو 1977 في إنديانابوليس في الولايات المتحدة.